# IBM ThinkPad バタフライキーボード

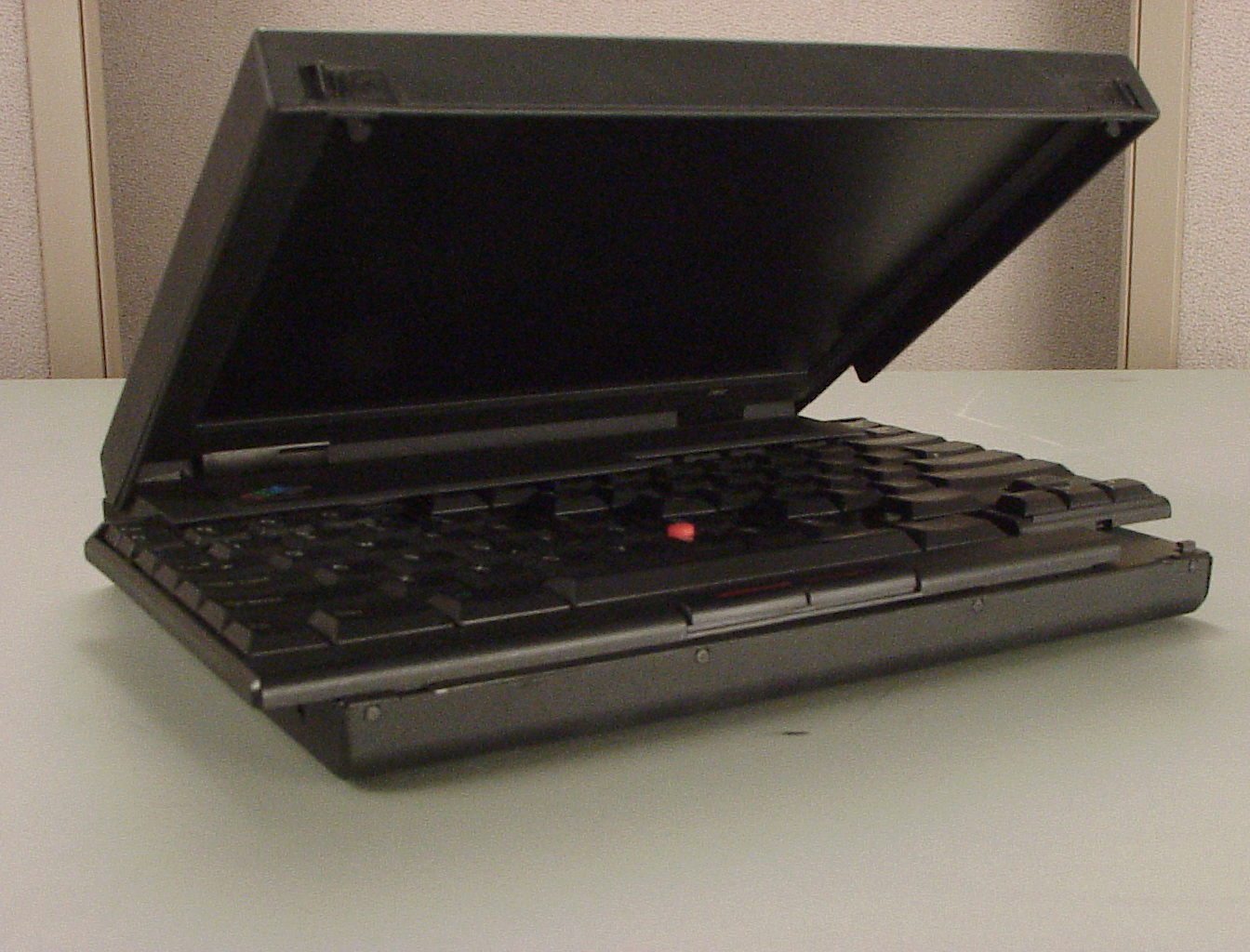
IBM ThinkPad701

バタフライキーボードとは、ジョン　カリダス(John P. Karidis)が発明したキーボードであり、1995年に発売された ThinkPad 701シリーズに搭載されている。 バタフライキーボードの正式な名称はTrackWriteだが、開発コードネームの「バタフライ」から、バタフライキーボードという名称が広がった。701シリーズは、コンパクトなサブノートサイズのPCとして開発され、10.4型のVGA 液晶を搭載している。このサイズのPCで、デスクトップと同じ19mmのフルサイズのキーピッチを 実現するためにバタフライキーボードが採用された。以降に販売されたノートPCの殆どはより大きな液晶が搭載されることが多くなり、キーボードを小型化する必要性が減ったため、バタフライキーボードはThinkPad 701シリーズでの採用のみに終わった。
バタフライキーボードは、PCが開いたり閉じたりしたときにキーボードが連動してスライドする、2分割された状態で構成されている。PCが開かれると、キーボード左部分が側面に滑り落ち、右部分が下方に滑り落ち両方が合わさり固定され、PC本体の両側に若干張り出した状態で29.2cmの幅のキーボードが出来上がる。逆にPCを閉じた場合は、キーボード右部分が後ろにスライドし、左部分が内側にスライドしてキーボードが本体にピッタリと収納される仕組みとなっている。
その珍しく奇抜な機構、デザインから、ThinkPad 701はニューヨーク近代美術館 、ディ・ノイエ・ザムルング国際デザイン美術館に永久保存されている。

## 動作画像

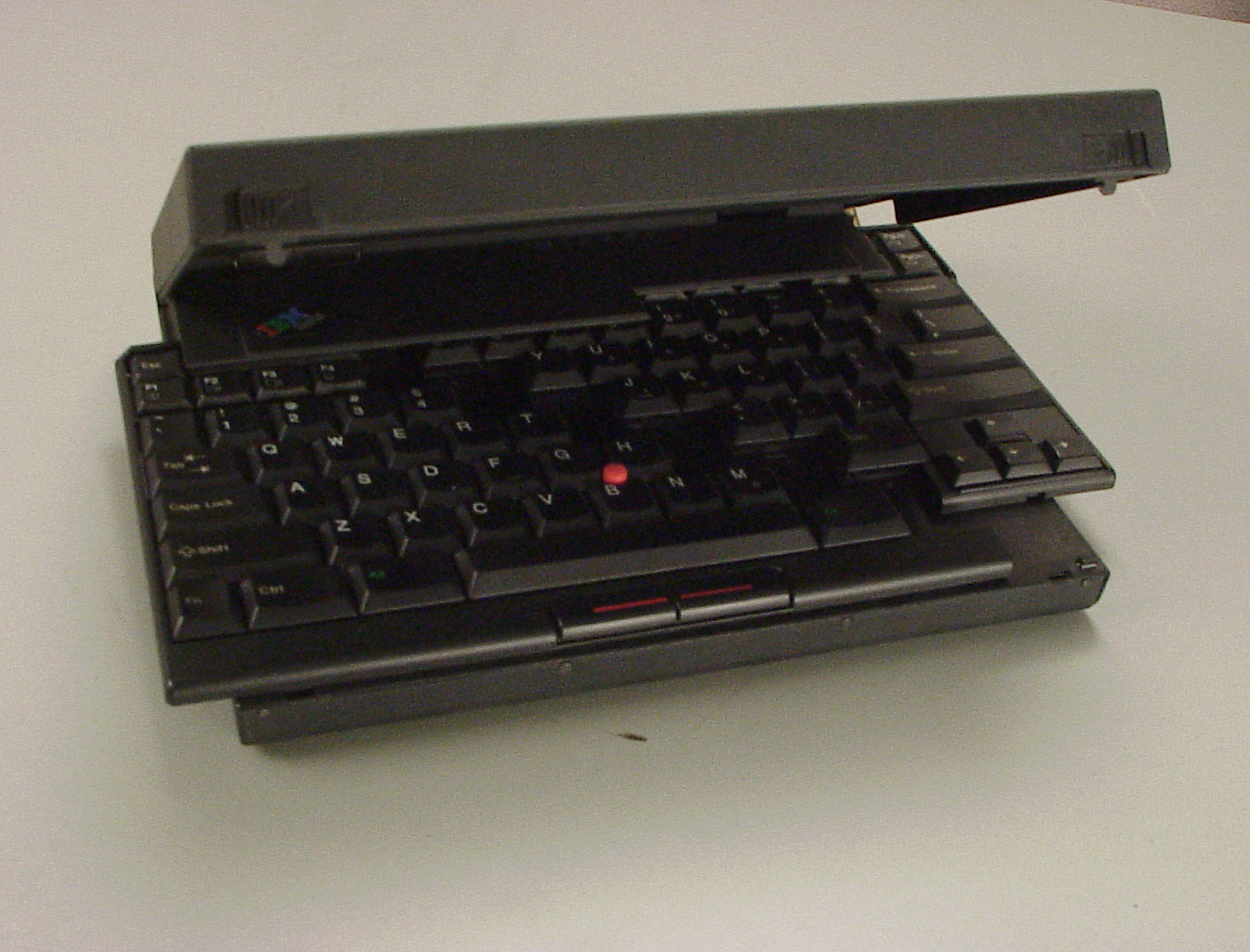
2つの分割されたキーボードが移動する
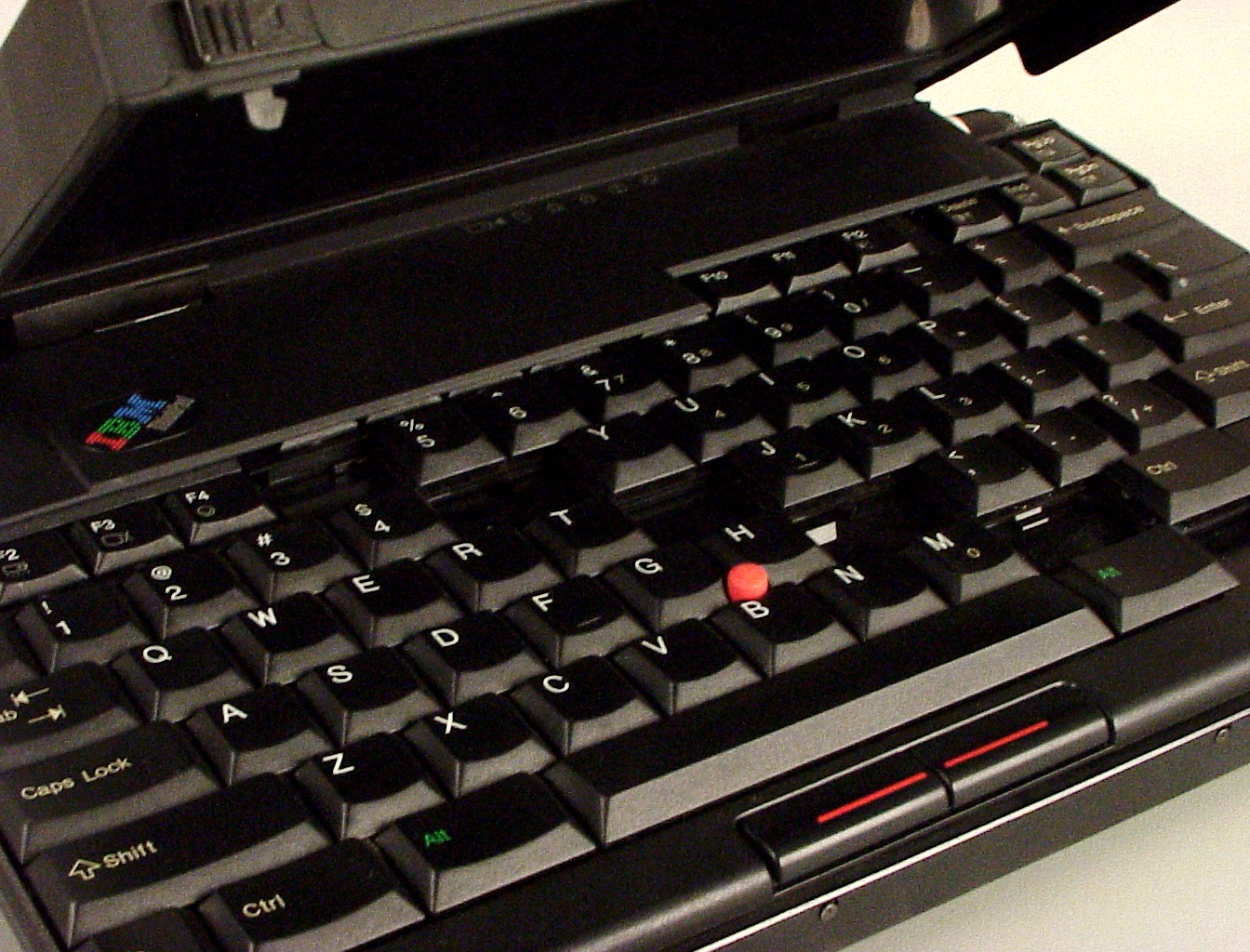
動作途中のバタフライキーボード
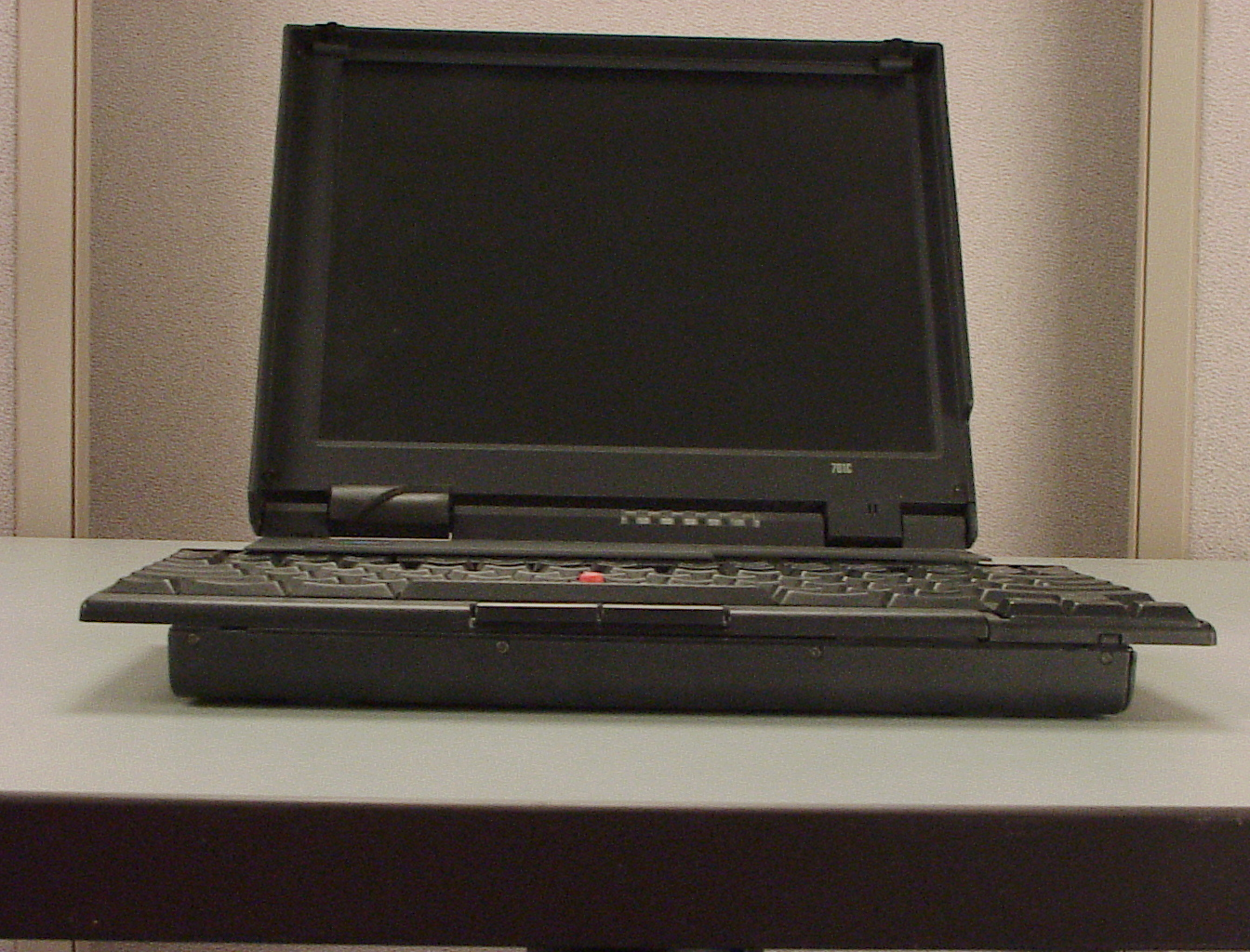
バタフライキーボードが展開し終わった状態